# 490-talet

## Händelser
- 11 april 491 - Anastasios I blir bysantinsk kejsare.
- 493 - Teoderik den store blir kung av Italien och flyttar sin huvudstad till Ravenna.
- 494 - Under kejsar Xiaowen flyttas huvudstaden i det kinesiska riket norra Wei från Datong till Luoyang.
- 496 - Thrasamund blir kung över vandalerna.
- 497 - Den indiske astronomen och matematikern Aryabhata beräknar pi (π) som ≈ 62832/20000 = 3,1416, alltså med fyra korrekta decimaler.
- 499 - Aryabhatiya, världens första bok i algebra, utkommer.

## Födda
- 490 - Cassiodorus, statsman och författare
- 495 - Amalasuntha, ostrogotisk drottning
- 495 - Chlodomer, kung av Orléans
- 495 - Chlothar I, frankisk kung
- 496 - Childebert I, frankisk kung

## Avlidna
- 491 - Zeno (bysantinsk kejsare), kejsare i Bysantinska riket
- 492 - Felix III, påve 483-492 och helgon
- 493 - Odovakar, kung av Italien
- 496 - Gelasius I, påve 492-496 och helgon
- 497 - Gunthamund, kung av Vandalriket
- 498 - Anastasius II, påve 496-498